# Berenbrock (Calvörde)
Berenbrock ist ein Ortsteil der Gemeinde Calvörde im Landkreis Börde in Sachsen-Anhalt.

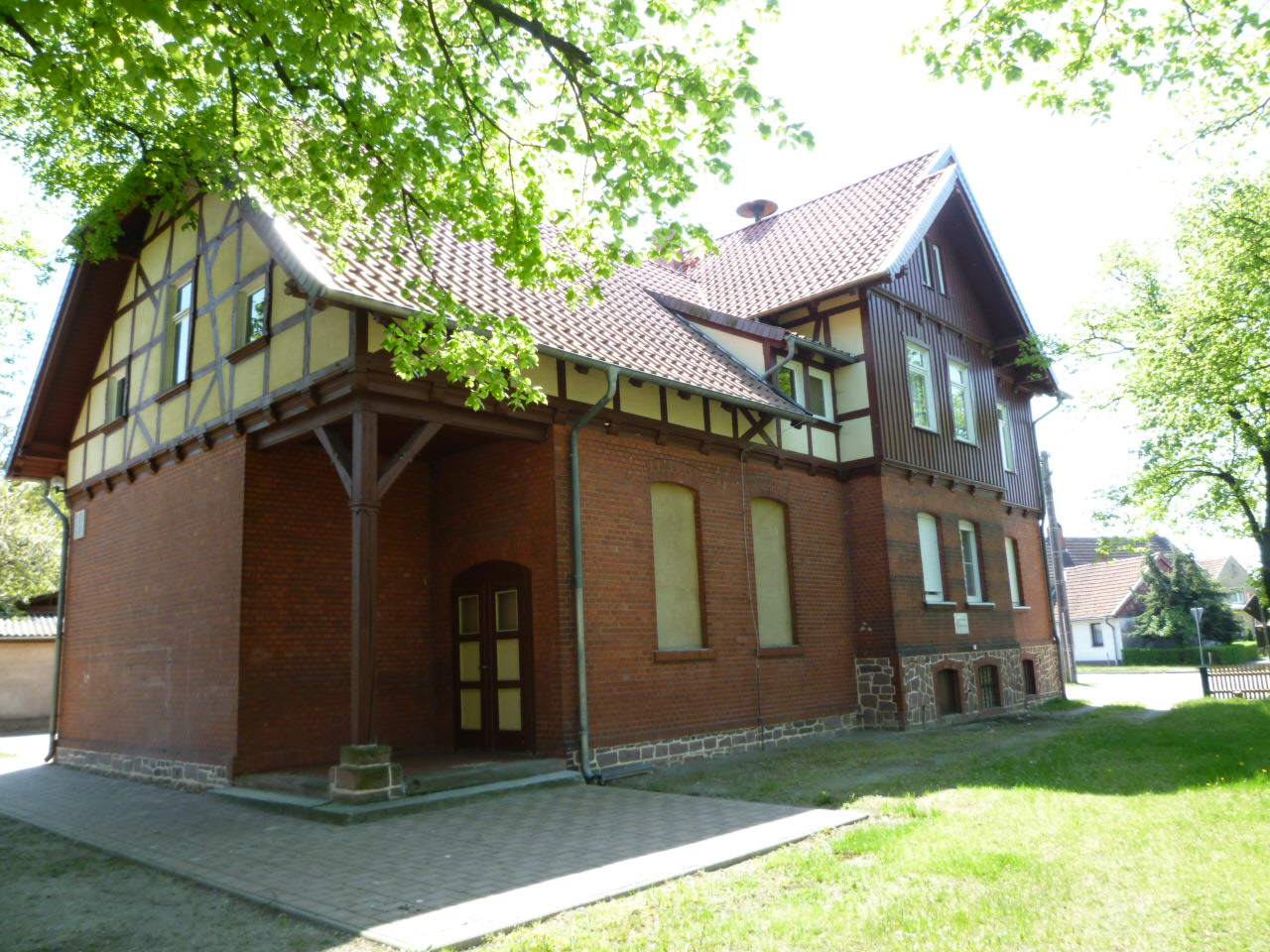
Dorfgemeinschaftshaus

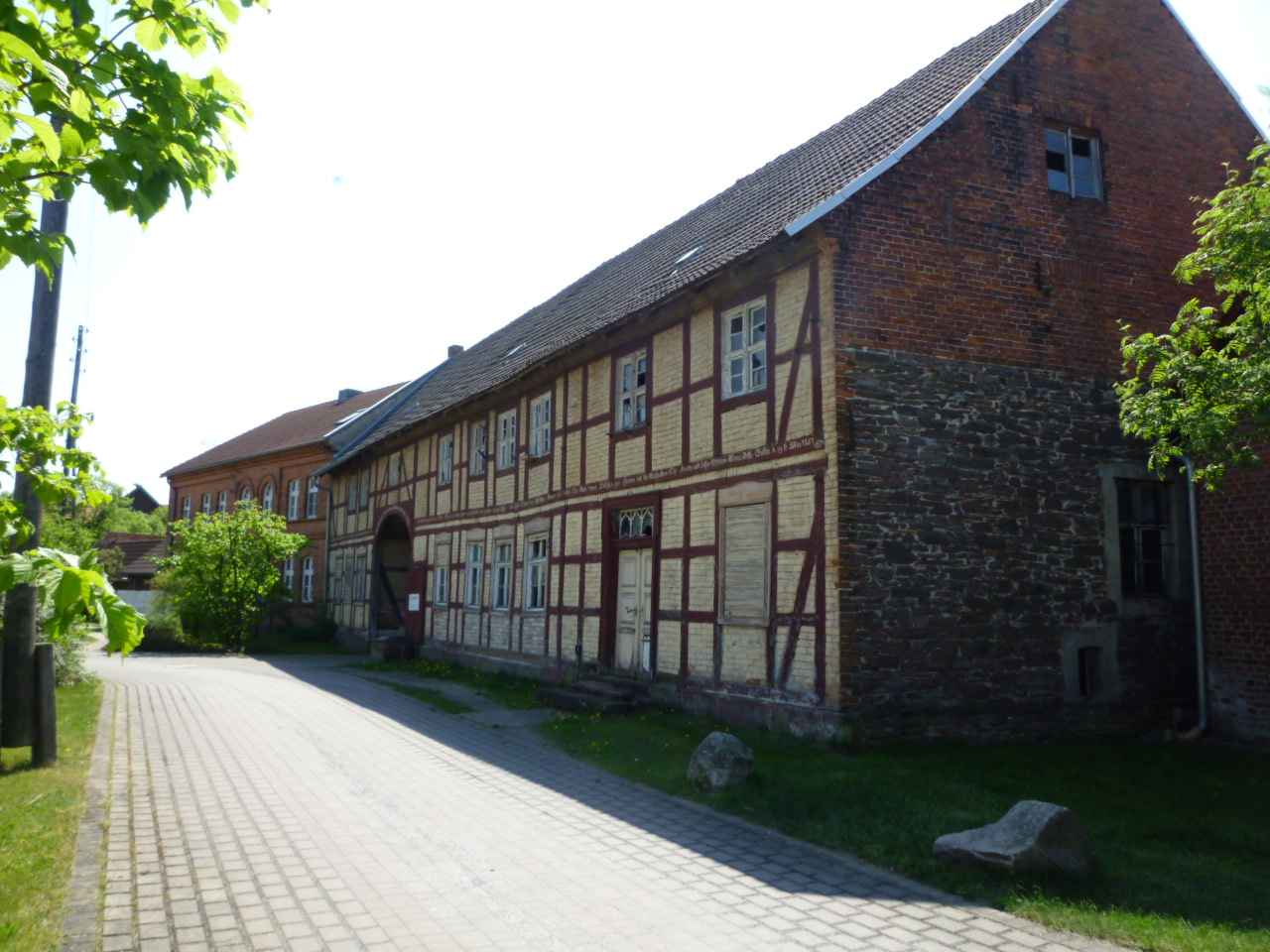
Denkmalgeschütztes Fachwerkhaus, Lindenstraße 3

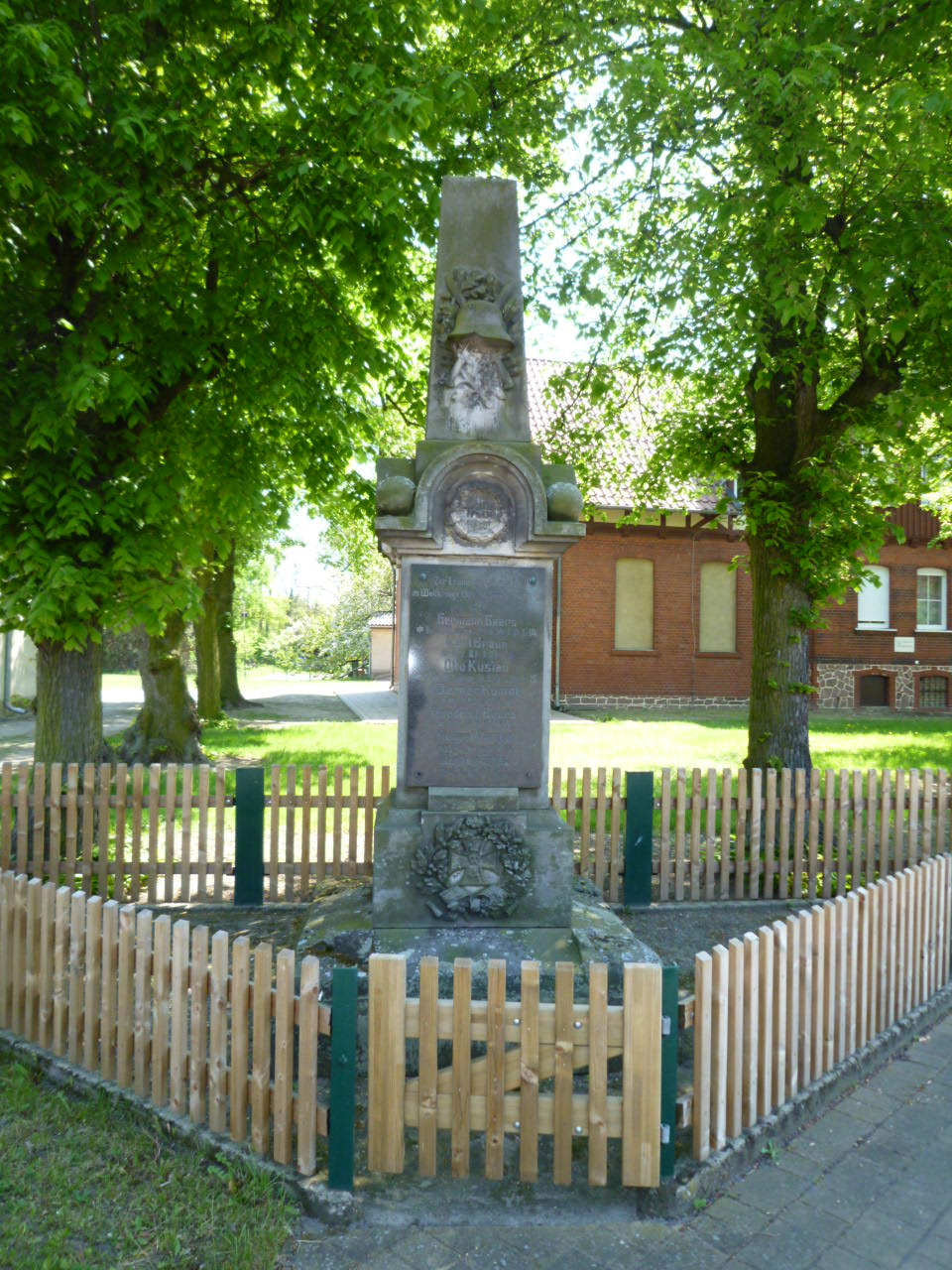
Kriegerdenkmal für die Gefallenen des Ersten Weltkriegs

## Geografie
Berenbrock liegt ca. drei Kilometer nördlich des Zentrums von Calvörde am Rande des Naturparks Drömling.

## Geschichte
Der Ort wurde 1344 erstmals erwähnt, er ist ein Rundling wendischen Ursprungs.
Historisch ist Berenbrock mit den Flecken Calvörde verbunden, Exklave des Fürstentums Braunschweig-Wolfenbüttel. Die Entwicklung der Verwaltungs- und Gerichtszuständigkeit vollzog sich 1510 zum Werder des Gerichtes Calvörde, 1571–1807 Amtsgericht Calvörde, 1807–1813 Kanton Calvörde, 1814–1825 Kreisgericht Vorsfelde, 1825–1827 Kreisamt Vorsfelde, 1827–1850 Amtsgericht Calvörde und seit 1850 Kreisdirektion Landkreis Helmstedt und Amtsgericht Calvörde.
Die Gemeinde wurde 1903 eingepfarrt zur Kirche Calvörde.
Am 1. Juli 1950 wurden die bis dahin eigenständigen Gemeinden Elsebeck und Lössewitz eingegliedert.
Seit Januar 2006 wurden umfangreiche Straßenumbenennungen durchgeführt. Die ehemalige Dorfstraße in Berenbrock nennt sich nun Lindenstraße.
Am 1. Januar 2010 schlossen sich die Gemeinden Berenbrock (mit seinen ehemaligen Ortsteilen Elsebeck und Lössewitz), Dorst, Grauingen, Klüden, Mannhausen, Velsdorf, Wegenstedt und Zobbenitz mit dem Flecken Calvörde zur neuen Gemeinde Calvörde zusammen.

### Historische Flurnamen
Auf dem Gebiet von Berenbrock gibt es eine Vielzahl von überlieferten Flurnamen, zum Beispiel: Auf der Parwitz, Der hohe Anger, Haberlandswiesen, Die Looke, Die Nachtweide, Hinter den Gärten, Das Lookfeld, über dem Heerwege und Gänseweide.

## Politik

### Bürgermeister
Der letzte ehrenamtliche Bürgermeister der Gemeinde war Bernhard Look.

### Wappen
Blasonierung: „Gespalten von Gold und Rot; vorn drei pfahlweise gestellte grüne Rhomben, hinten eine goldene stilisierte Ranke.“
Zu DDR-Zeiten führte Berenbrock ein Gemeindewappen, das in seiner Tingierung und Grafik jedoch nicht heraldisch war und keine Zustimmung seitens der Landesregierung fand. Es ist ein Beschluss der Gemeinde, die Symbolik und Farbgebung dieses in Gewohnheit geführten Wappens weitgehend zu erhalten, d. h. das alte Wappen wurde heraldisch korrigiert. Die drei grünen Rhomben symbolisieren die drei Ortsteile (Berenbrock, Elsebeck, Lössewitz) und die goldene stilisierte Ranke bezieht sich auf den im 18. und 19. Jahrhundert in der Region betriebenen Hopfenanbau.
Die Farben der ehemaligen Gemeinde sind Rot – Gold (Gelb).
Das Wappen wurde von dem Heraldiker Jörg Mantzsch gestaltet und am 4. Februar 2002 durch das Regierungspräsidium Magdeburg genehmigt.

### Flagge
Die Flagge ist Rot – Gelb (1:1) gestreift (Hissflagge: Streifen senkrecht verlaufend, Querflagge: Streifen waagerecht verlaufend) und mit dem mittig aufgelegten Wappen belegt.

## Wirtschaft und Infrastruktur

### Verkehrsanbindung
Zur Bundesstraße 71, die Bremerhaven und Magdeburg verbindet, sind es ca. 13 Kilometer.
Berenbrock liegt an der Landesstraße 25. Der nächstgelegene Bahnhof ist in Wegenstedt, dieser liegt rund elf Kilometer westlich.

## Kultur und Sehenswürdigkeiten

### Sehenswürdigkeiten
Zu den Sehenswürdigkeiten zählt das Kriegerdenkmal in Berenbrock.

## Bauwerke
In Runddorf Berenbrock sind einige alte Fachwerkhäuser und Ziegelbauten verzeichnet. Unter den denkmalgeschützten Fachwerkbauten gehört auch das Bauernhaus in der Linderstraße 3.